# Universidad Técnica de Graz
La Universidad Técnica de Graz (en alemán: Technische Universität Graz, abrev. TU Graz) es una de las cinco universidades de Estiria, Austria. Fue fundada en 1811 por el archiduque Juan de Austria y en la actualidad está formada por siete facultades. Se trata de una universidad pública. Ofrece 18 grados y 33 másteres (de los cuales 14 son en inglés) que cubren todas las disciplinas tecnológicas y de las ciencias naturales. Los doctorados se organizan en 14 institutos de habla inglesa. La universidad cuenta con más de 13.000 estudiantes y aproximadamente 2000 estudiantes se gradúan cada año. Los programas de estudios de ciencias naturales se ofrecen siguiendo el modelo de la NAWI de Graz junto con la Universidad de Graz.
La universidad cuenta con una plantilla de 3.251 personas, y las áreas de investigación se combinan en cinco campos.
La universidad tecnológica de Graz, la Montanuniversität Leoben y la Universidad Técnica de Viena forman la red Universidades Austríacas de Tecnología (TU Austria), reuniendo aproximadamente 47.000 estudiantes y una plantilla de 9.000 personas.

## Campus
La universidad dispone de múltiples campus y está presente principalmente en tres lugares de la ciudad, dos en el centro de Graz y uno situado al sureste de la ciudad.
- Alte Technik (Rechbauerstrasse / Lessingstrasse)
- Neue Technik (Kopernikusgasse / Petersgasse)
- Inffeldgasse

Edificios de los diferentes campus de la Universidad Técnica de Graz

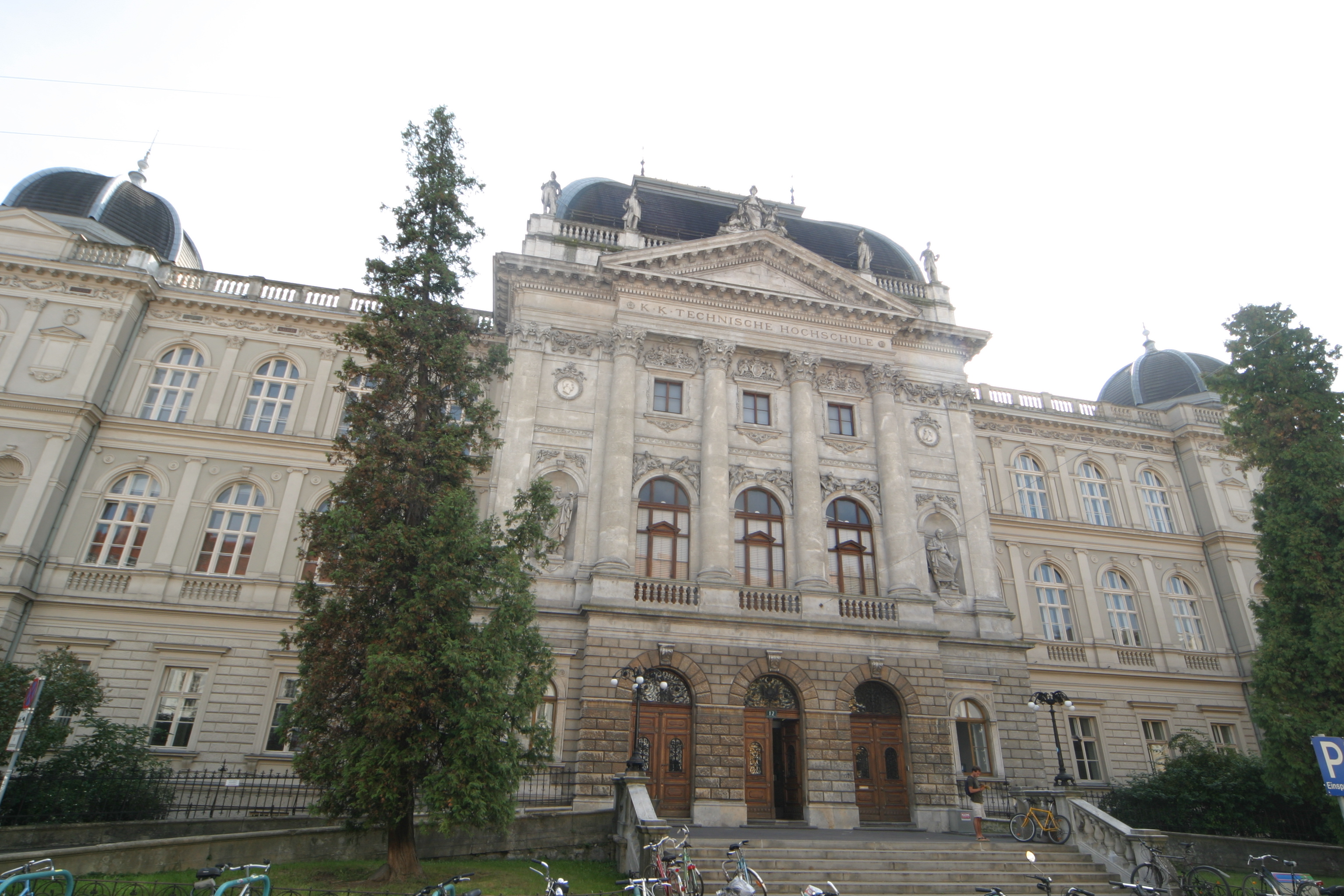
Edificio principal
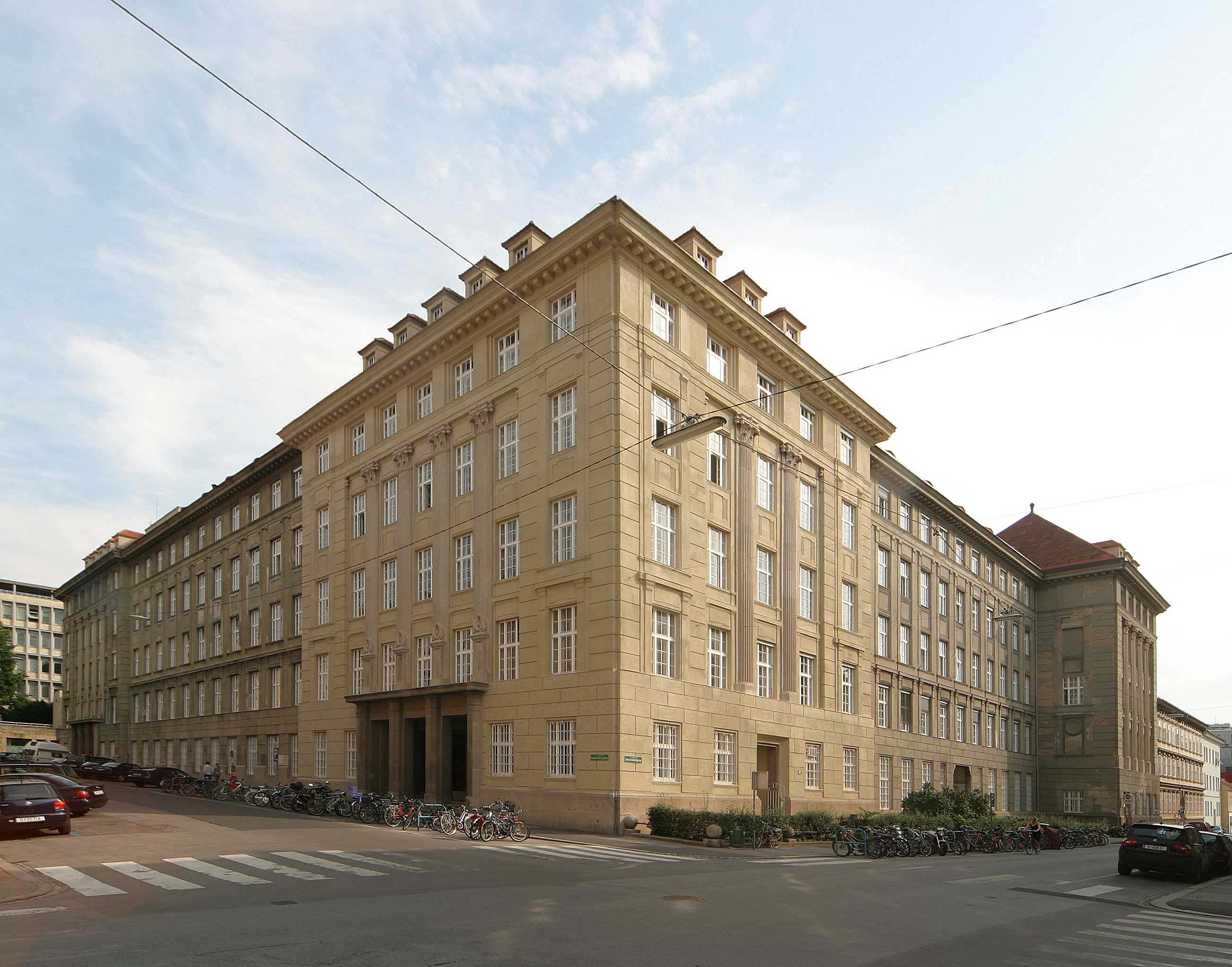
Nuevo edificio de Tecnología
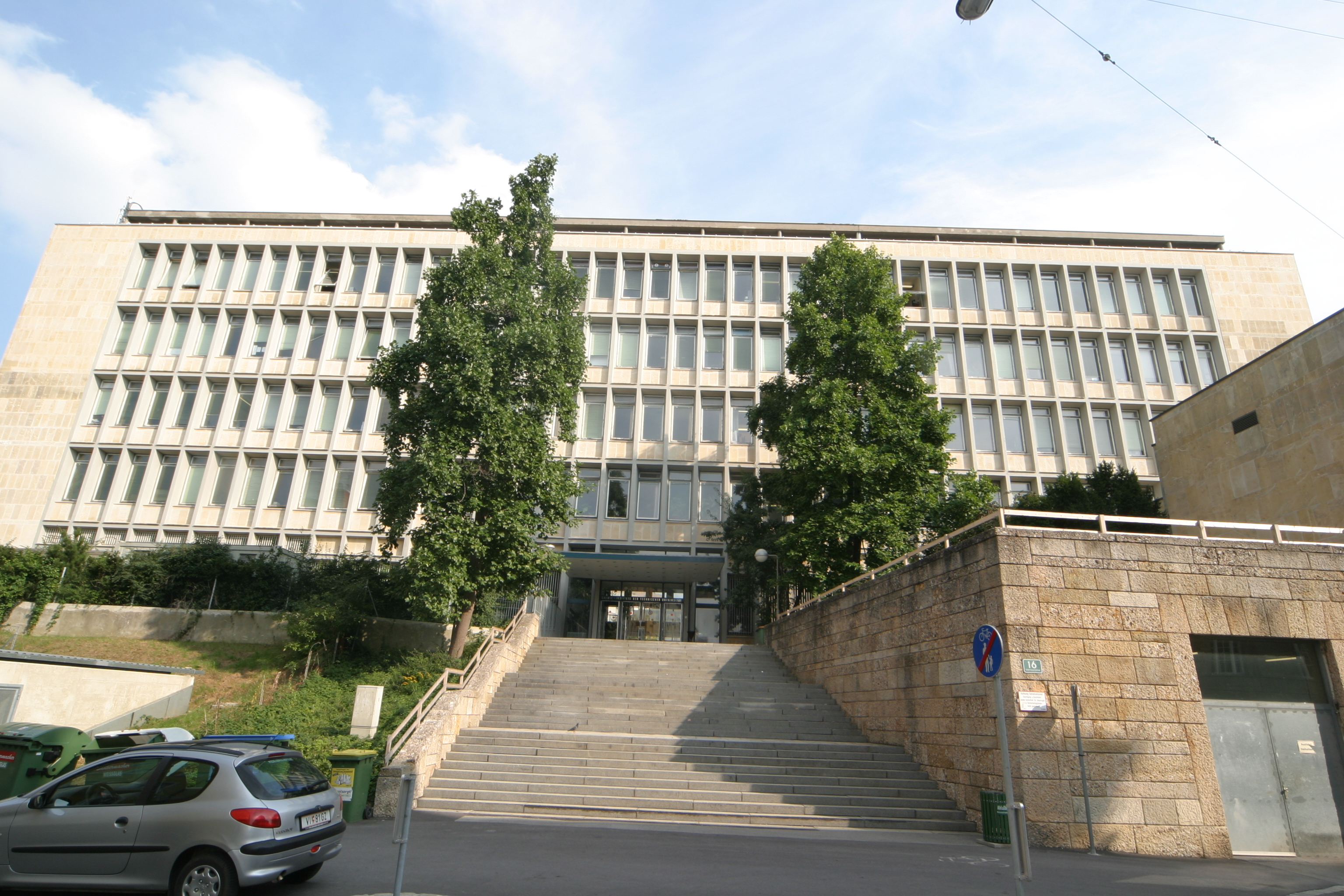
Edificio de Química
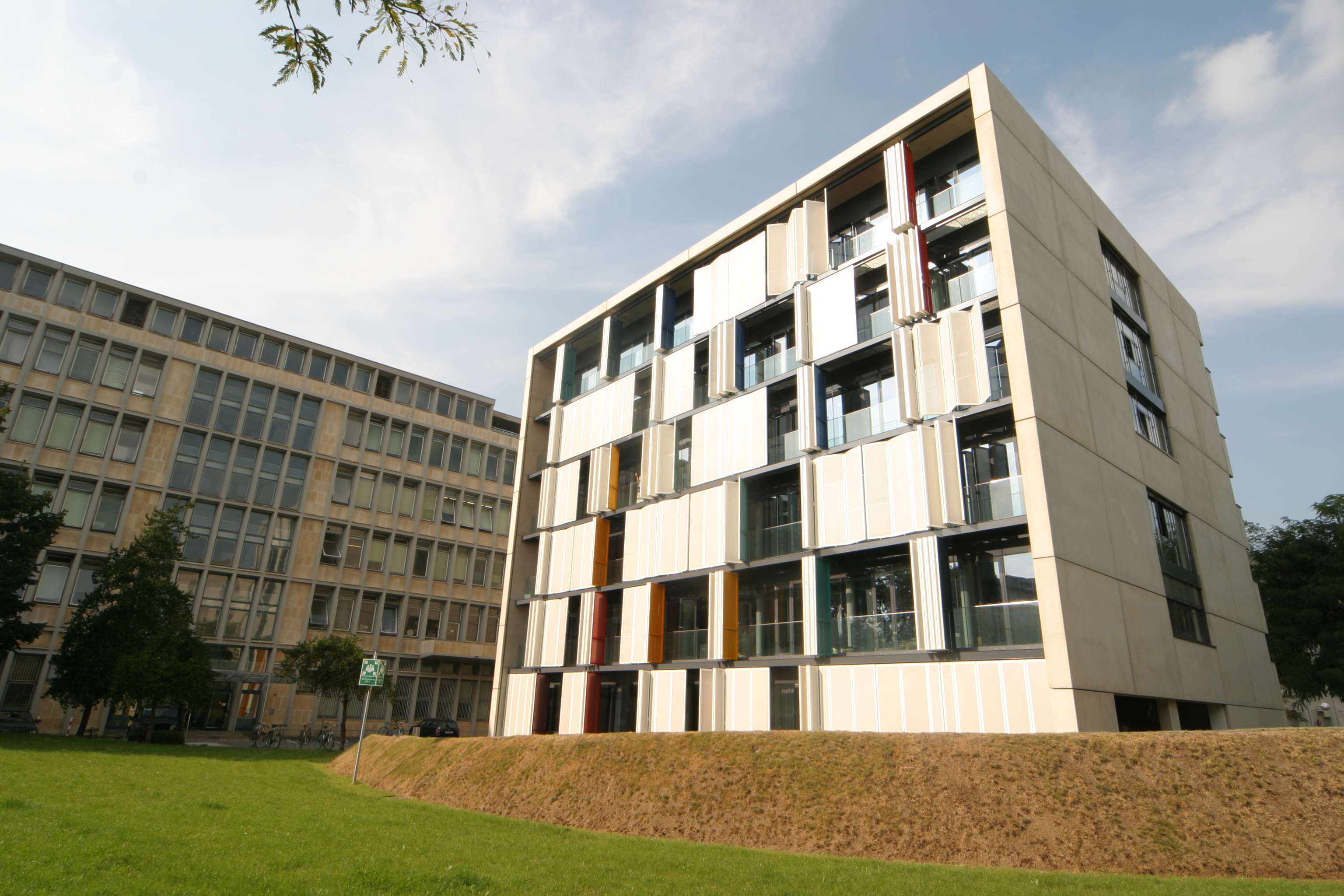
Otro edificio de Química
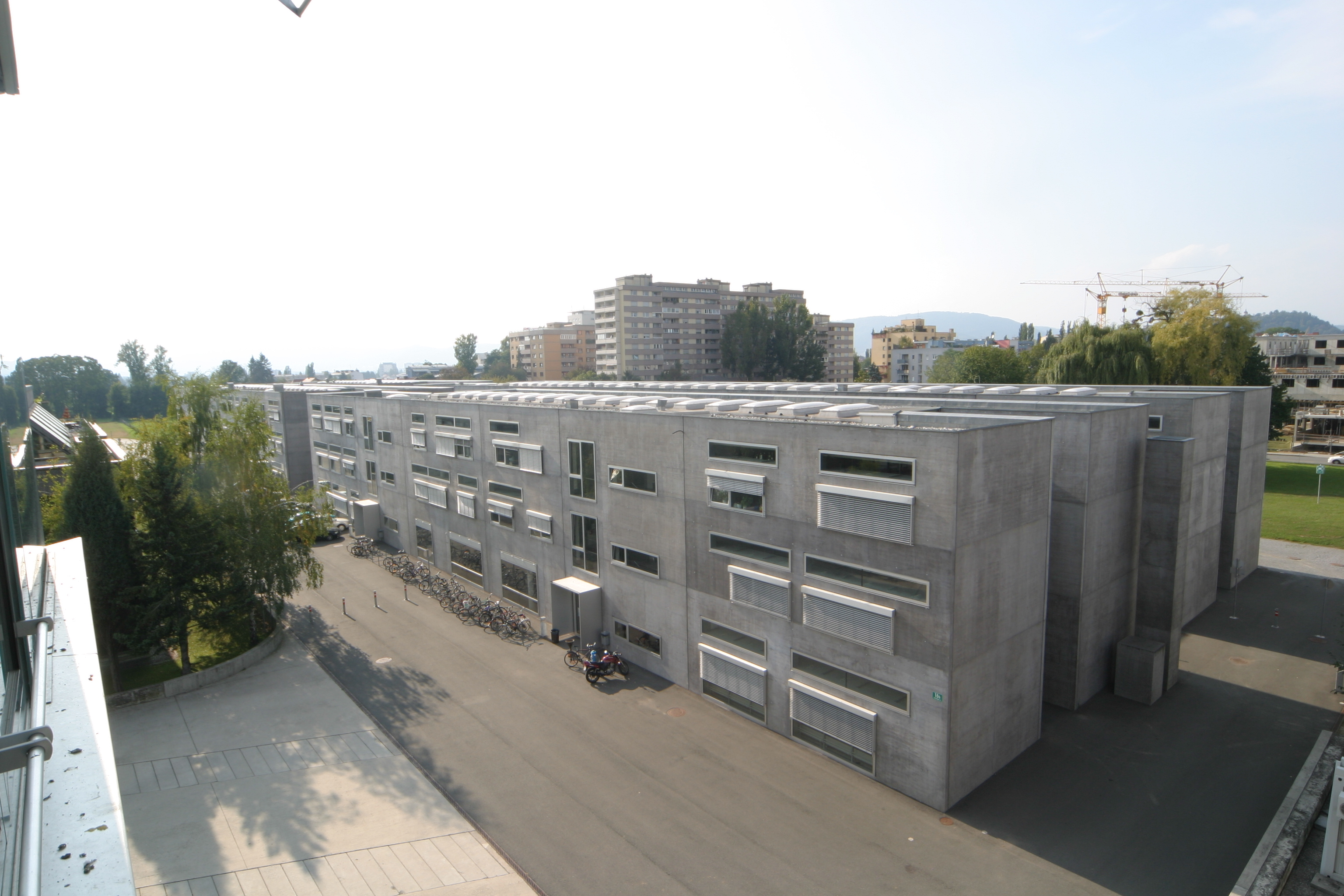
Instituto de Gráficos y Visión por Ordenador (Inffeldgasse 16)
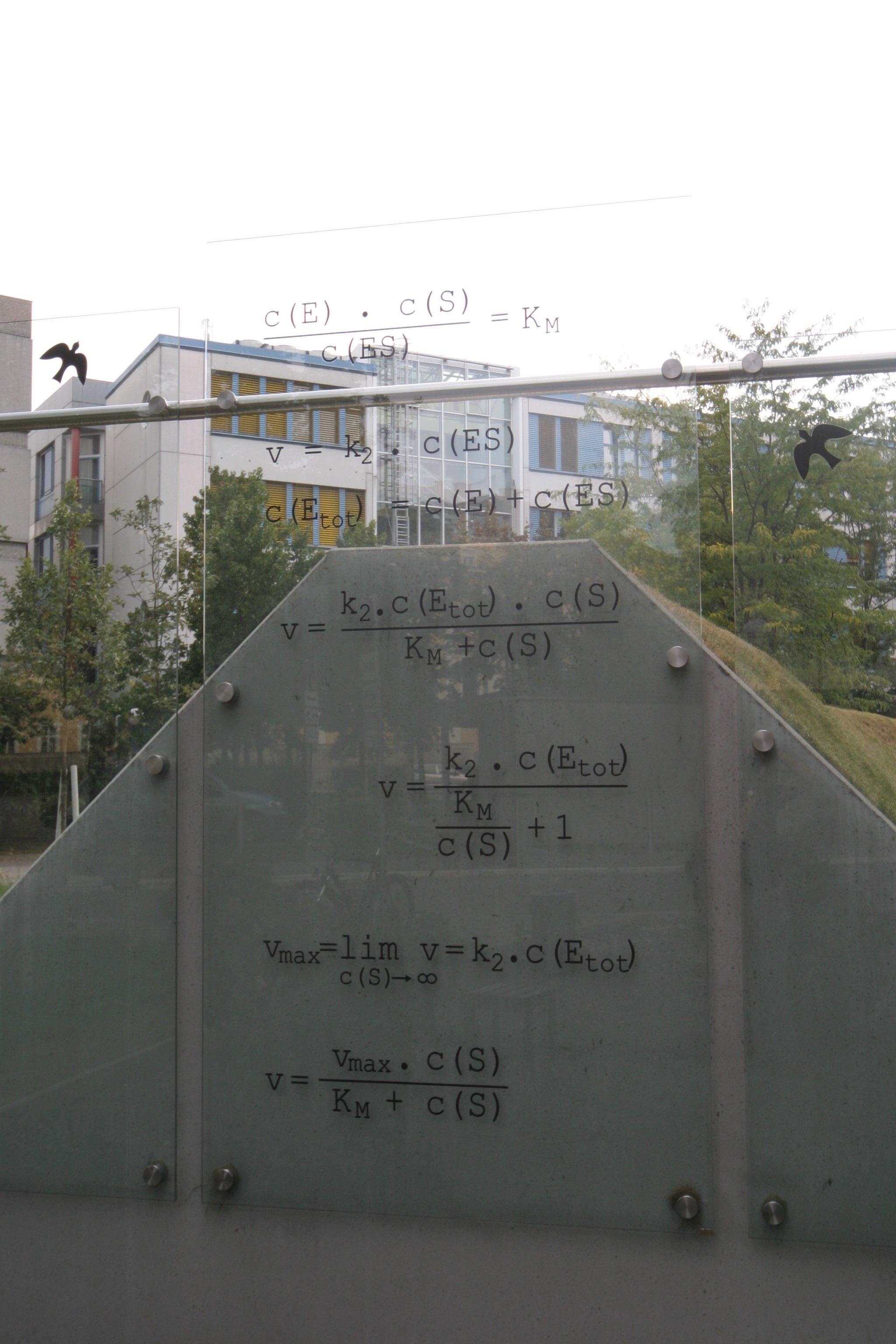
Edificio de Ingeniería, Matemáticas y Geodesia
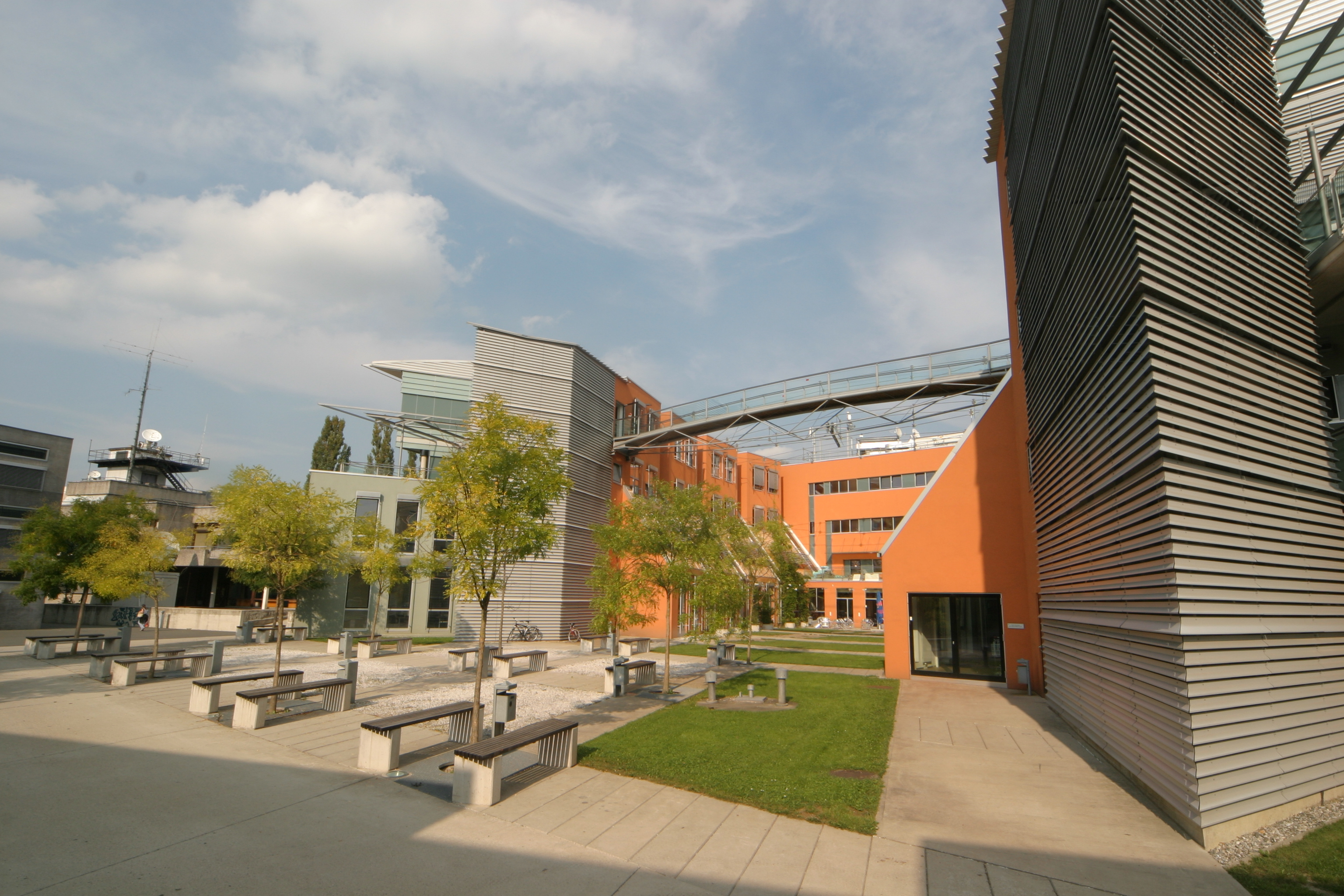
Centro de Estudios (Inffeldgasse 10)

## Historia
1811: El archiduque Juan de Austria funda el Joanneum. Las primeras materias en impartirse son física, química, astronomía, mineralogía, botánica y tecnología.
1864: El gobierno de Estiria la convierte en una Technische Hochschule (universidad enfocada en la ingeniería)
1874: La Technische Hochschule pasa a ser propiedad del estado.
1888: Apertura del edificio principal (Alte Technik) por parte de Francisco José I de Austria.
1901: Se concede a la Technische Hochschule el derecho a conceder doctorados.
1955: Se divide en tres facultades.
1975: Se divide en cinco facultades y pasa a denominarse Technische Universität Graz, Erherzog-Johann Universität (Universidad Técnica de Graz, Universidad del Archiduque Johann).
2004: La nueva ley austríaca de universidades (UG 2002) entra plenamente en vigor y la universidad se divide en siete facultades.

## Organización
La universidad consta de siete facultades:
- Facultad de Arquitectura
- Facultad de Ingeniería Civil
- Facultad de Ciencias Informáticas e Ingeniería Biomédica
- Facultad de Ingeniería Eléctrica y de la Información
- Facultad de Ingeniería Mecánica y de Ciencias Económicas
- Facultad de Matemáticas, Física y Geodesia
- Facultad de Química Técnica, Ingeniería de Química y Procesos, Biotecnología

## Enseñanza
Los estudiantes de TU Graz pueden elegir entre 18 grados y 31 másteres. Los graduados reciben los títulos académicos de BSc (grado en ciencias), Msc o Diplom-Ingenieur/-in (diplomado en ingeniería). Los doctorados (Dr.techn. y Dr.rer.nat.) se imparten como postgrados.

## Cifras
- Principiantes: 1.890
- Graduados (año académico 2014-15): 2.054
- Presupuesto federal en 2016: 152.2 millones de euros
- Ingresos procedentes de fondos privados en 2016: 69.4 millones de euros
- Terreno solado: 236.000 m²
- Plantilla no docente: 947
- Plantilla docente: 2.306 (de los cuales 903 son de proyecto)
- Instructores designados/asistentes de los estudiantes: 789

Datos de 2015-16

## Rankings
La Universidad Técnica de Graz goza de buenos puestos en los rankings internacionales de universidades. En la edición de 2016 de los rankings Times Higher Education World University se la puede encontrar en la horquilla de las posiciones 351 a 400. En el ranking de Shanghái de 2015 de universidades enfocadas en Ingeniería, Tecnología y Ciencias Informáticas, la Universidad Técnica de Graz se encuentra entre las posiciones 151 a 200.

## Alumnos notables
- Karl Kordesch, diseñador de la célula de combustible y la batería
- Hans List, científico técnico, inventor y emprendedor
- Hubert Petschnigg, arquitecto
- Nikola Tesla, inventor, físico, ingeniero eléctrico, ingeniero mecánico y futurista (no recibió su grado y no continuó tras el primer semestre de su tercer año, durante el cual dejó de asistir a las clases)[6][7][8][9]
- Karl von Terzaghi, ingeniero civil y fundador de la mecánica de suelos